# Amakusanthura africana
Amakusanthura africana är en kräftdjursart som först beskrevs av Barnard 1914.  Amakusanthura africana ingår i släktet Amakusanthura och familjen Anthuridae. Inga underarter finns listade i Catalogue of Life.